# St. Mariä Heimsuchung (Impekoven)
Koordinaten: 50° 42′ 52,2″ N, 7° 0′ 56″ O

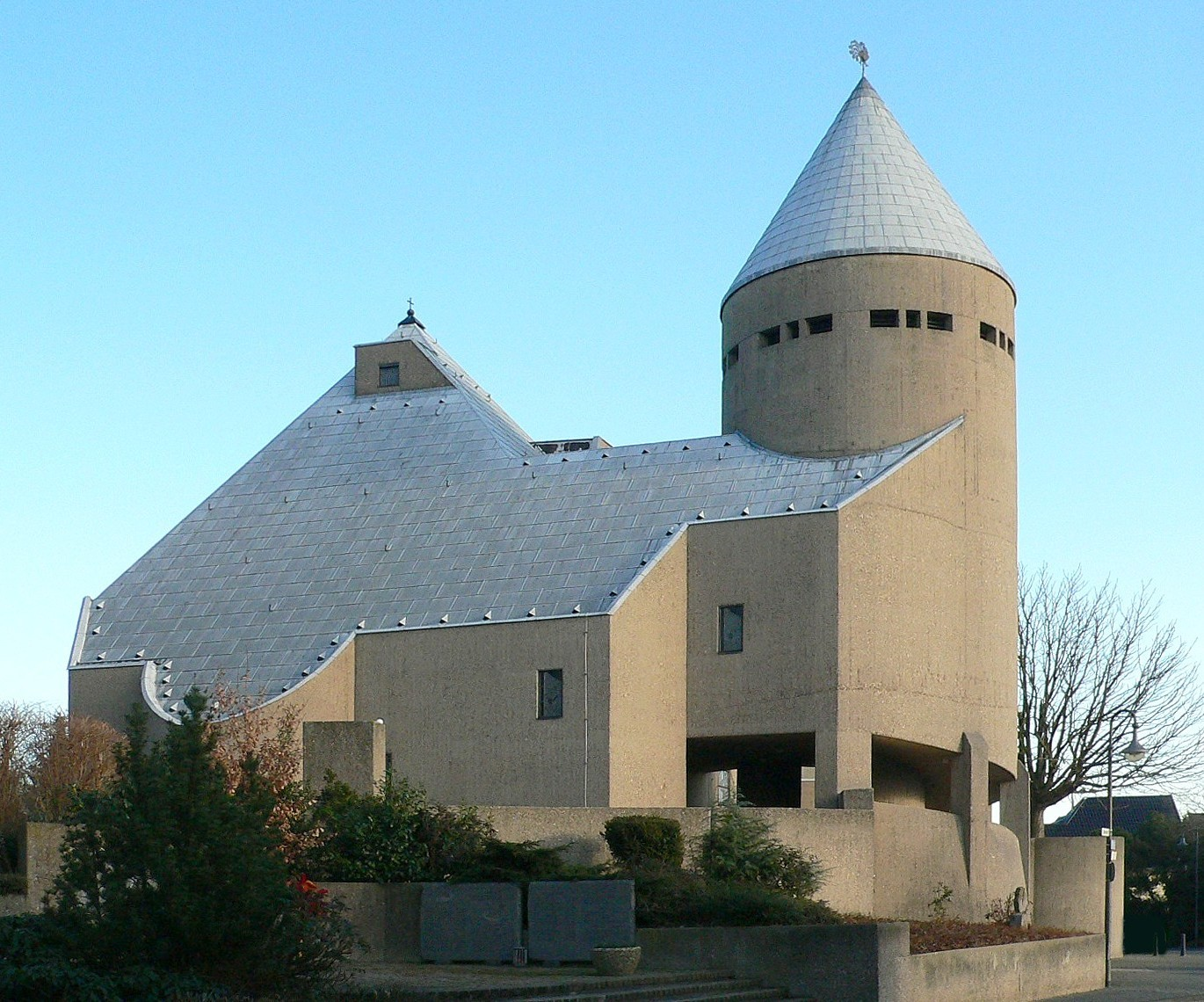
St. Mariä Heimsuchung in Impekoven

Die römisch-katholische Kirche St. Mariä Heimsuchung steht im Ortsteil Impekoven der Gemeinde Alfter im Rhein-Sieg-Kreis, unweit von Bonn. Sie wurde in den Jahren 1968/1969 nach Plänen des Architekten Gottfried Böhm gebaut, trägt das Patrozinium von Mariä Heimsuchung und ist Filialkirche von St. Mariä Himmelfahrt (Oedekoven) in der Pfarreiengemeinschaft Alfter (Erzbistum Köln). Das Kirchengebäude steht seit 2018 als Baudenkmal unter Denkmalschutz.

## Geschichte
Die Kirche ist das dritte Gotteshaus in Impekoven. Eine erste Kapelle in der Steingasse, vermutlich ein Fachwerkgebäude, wurde 1826 erstmals urkundlich erwähnt, soll der Überlieferung nach aber bereits um 1650 bestanden haben. Sie wurde 1889 abgebrochen. 1884 wurde an der Stelle der heutigen Kirche, am Vorgebirgshang am oberen Ortsrand, durch den in Lüftelberg geborenen Architekten, Baumeister und Bauunternehmer Anton Becker (1853–1899) eine neugotische Kapelle erbaut und 1926 erweitert. Da die Gemeinde nach dem Zweiten Weltkrieg durch die Nähe zur Bundeshauptstadt Bonn stark anwuchs, war dieser zweite Kirchenbau zu klein geworden und wurde 1967 abgebrochen, auch weil eine Erweiterung wegen des schadhaften Bauzustandes nicht möglich gewesen sei.
Impekoven war eine Filialgemeinde von St. Lambertus in Witterschlick und wurde 1986 nach Oedekoven umgepfarrt.

## Kirchenbau
Auf Initiative des damaligen Subsidiars Heinz Schütte konnte der Architekt Gottfried Böhm für den Neubau gewonnen werden; er hatte gerade den Nevigeser Wallfahrtsdom erbaut. Gottfried Böhm konzipierte die Kirche als einen „kristallklaren Monolithen“, vergleichbar mit einem Bergkristall. Sie ist ein Baukörper in Betonbauweise aus einem Stück mit rundem Turm. Andere Assoziationen sind „Burg Gottes“ oder das „Zelt Gottes unter den Menschen“ als die Behausung des „wandernden Gottesvolks“, wie es dem Kirchenbild des 1965 zu Ende gegangenen Zweiten Vatikanischen Konzils entspricht.
Die Gemeinde spricht auch von ihrer „Betonkirche“. Unter der Voraussetzung, dass die Gemeinde ein Grundstück bereitstellt und die Innengestaltung übernimmt, übernahm das Erzbistum Köln die Baukosten von 775000 DM. Auf Grund einer Initiative von Schütte hatten sich 56 Impekovener verpflichtet zehn Jahre lang jährlich ein Monatseinkommen zu spenden. So konnte im Februar 1962 der Kirchbauverein gegründet werden. Bis 2001 kamen 145000 DM, bis 2017 weitere 92000 Euro für die Ausstattung der Kirche zusammen. Als der Rohbau bereits fertig war, wurde am 14. Juli 1968 der Grundstein gelegt. Der erste Gottesdienst war die Christmette am 24. Dezember 1969.
Der betonsichtige Innenraum der Kirche wurde im Geist des Konzils so als Versammlungsraum gestaltet, dass darin der Priester mit der Gemeinde, ihr zugewandt, die heilige Messe feiern kann. Um die Lebendigkeit der Gemeinde gegenüber der Statik des Betons besonders zu betonen, wurden für den Kirchenraum kräftige Farben gewählt, die Sitzbänke sind in Rot gehalten, passend zu den Steinfliesen, die Türen wurden in Grün gestaltet.

## Ausstattung

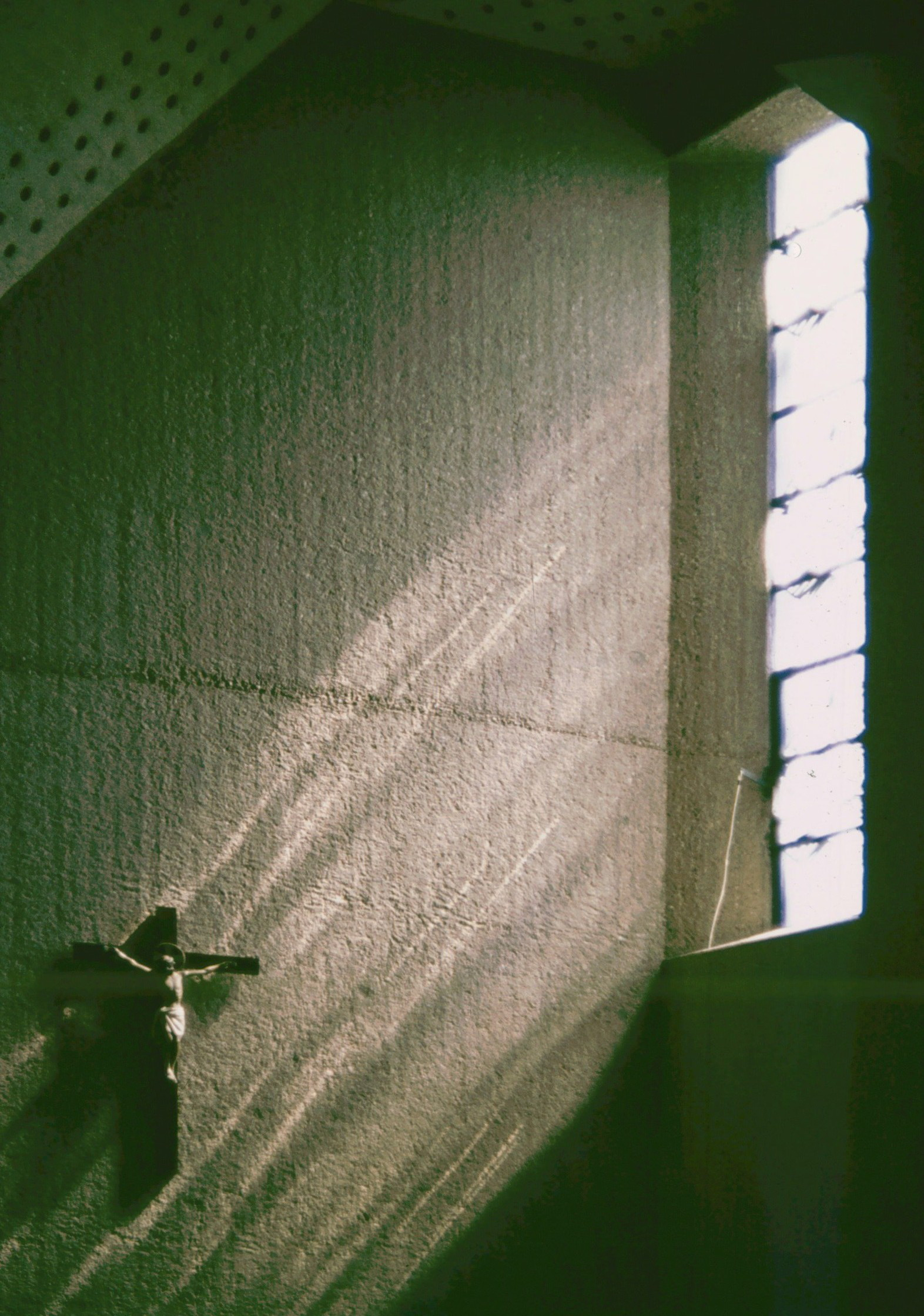
Das Altarkreuz mit dem Corpus aus der alten Kapelle

- Das Altarkreuz trägt den Korpus des Altarkreuzes aus der früheren Kapelle. Das Holzkreuz wurde vom damaligen Ortsvorsteher Peter Recht aus den Balken eines abgerissenen Fachwerkhauses aus Flerzheim hergestellt.

- Der Altartisch besteht aus Würzburger rotem Sandstein, ebenso das Sakramentshäuschen, das auf einer schlanken Säule steht. Sie wurden von der Fa. Albert Wirths aus Geroldshausen gestaltet.

- Der Taufstein in einer Nische im südlichen Kirchenraum und die Weihwasserbecken an der Eingangstür wurden 1987 von Hermann Büchel, einem einheimische Steinbildhauer aus Nettekoven, entworfen und aus Belgisch Granit gestaltet. Der Taufstein symbolisiert  einen „Baum des neuen Lebens“: einen uralten Stamm wie der Glaube, der durch die Taufe aufspringt und neue Knospen (durch Kugeln symbolisiert) hervorbringt.

- Die Madonnenfigur, die Darstellung der thronenden Muttergottes mit dem Jesuskind auf dem Schoß und der Taube auf dem Arm, wurde privat gestiftet. Sie entstand vermutlich zu Beginn des 17. Jahrhunderts in Frankreich oder Spanien.
- Auch der Ambo (2007) aus Main-Sandstein und belgischem Schertz-Granit und des Flachrelief an der Südwestseite des Umgangs an der Kirche (1999) stammen von Hermann Büchel.
- Die Kreuzwegtafeln schuf der bekannte Künstler Egino Weinert 1992.
- Nach Absprachen mit dem Architekten Gottfried Böhm entstanden die Fensterverglasungen durch Svetlozar Raév bereits im Dezember 1969.[6]

## Glocken
Die vier Bronze-Glocken wurden von der Glockengießerei Petit & Gebr. Edelbrock (Gescher) hergestellt und am 15. Dezember 1968 geweiht. Die Stimmungen bilden beim Geläut die Anfangstöne folgender Melodien ab: bei den Glocken 1–4 „Freu Dich, du Himmelskönigin“, bei 1–3 „Maria, breit den Mantel aus“ (Melodie nach Joseph Hermann Mohr) und bei 2–4 „Gloria in excelsis Deo“ (gregorianisch, IV. Choralmesse).
| Name             | Stimmung | Durchmesser in mm | Gewicht in kg |
| ---------------- | -------- | ----------------- | ------------- |
| Marien-Glocke    | fis' –5  | 1.130             | 884           |
| Joseph-Glocke    | gis' –6  | 1.100             | 597           |
| Lambertus-Glocke | ais' –6  | 00890             | 419           |
| Hubertus-Glocke  | cis'' –5 | 00740             | 251           |

## Rezeption
„In einer tristen Umgebung eine unverkennbare Böhm-Beton-Architekturplastik, die als unübersehbare Landmarke die Umgebung dominiert.“

„Zur Wirkung des Baus trägt vor allem die differenzierte und überaus sorgfältige Bearbeitung des gegossenen und stellenweise sandgestrahlten Betons bei.“